# Li Chunjiang
Li Chunjiang (李春江S, Lǐ ChūnjiāngP; Shenyang, 11 marzo 1963) è un ex cestista e allenatore di pallacanestro cinese.

## Carriera
Con la Cina ha disputato i Giochi di Barcellona 1992 e i Mondiali 1990.
Nel 2001 ha iniziato la carriera di allenatore ai Guangdong Southern Tigers, squadra che ha guidato ininterrottamente, fatta eccezione per un breve periodo nel 2006-2007.